# النعيم (قبيلة)
النعيمي هي أسرة عربية تتولى حكم إمارة عجمان في دولة الإمارات العربية المتحدة، وينتشر أفرادها في عدد من الإمارات الأخرى مثل الشارقة ورأس الخيمة وأبو ظبي، بالإضافة إلى وجودهم في بعض أقطار الخليج العربي مثل سلطنة عمان ودولة قطر ومملكة البحرين.
ينقسم النعيم إلى قسمين:
1. آلبو خريبان
2. آلبو شامس

ومن القسم الأول، ينحدر حكام إمارة عجمان الحاليون. وقد نال آلبو شامس استقلالًا فعليًا، وهم مرتبطون ارتباطًا وثيقًا بآلبو فلاسة في دبي.
كانت مدينة البريمي الواحة ومدينة العين المجاورة لها القلب النابض لمنطقة النعيم، حيث جاء توسع النعيم على حساب الظواهر، ولكنه اصطدم أيضًا ببني ياس وحلفائهم من المناصير. اتبع النعيم الحزب الغافري، ودعموا الإمام اليعربي في مساعيه للسيطرة على عُمان عام 1723.
ورغم ارتباط النعيم بالنفوذ الوهابي المتنامي في منطقة البريمي وتبنيهم لهذه الدعوة، إلا أنهم تحالفوا مع قوى أخرى لطرد الوهابيين من البريمي عام 1871، ثم احتلوا العديد من الحصون المحيطة بالبريمي. لكن بعد وفاة زايد الكبير، عاد النعيم مرة أخرى إلى النفوذ السعودي، مما أدى إلى مشاركتهم بقيادة الشيخ راشد بن حمد الشامسي النعيمي في نزاع البريمي.

## الأصل
في عام 1818، ووفقًا للكابتن روبرت تايلور، مساعد الوكيل السياسي البريطاني في شبه الجزيرة العربية التركية، بلغ عدد النعيم حوالي 20 ألف رجل في البريمي و400 في عجمان.
مع بداية القرن التاسع عشر، انتشر النعيم في معظم أنحاء الإمارات العربية المتحدة، واستقروا في عجمان والذيد والحمرية والشارقة وحفيت والحيرة ورأس الخيمة. كان حوالي 5500 نعيمي يعيشون في واحة البريمي وما حولها آنذاك. كما كان هناك 660 منزلًا آخر من النعيم في ضنك، في الظاهرة، عُمان. في ذلك الوقت، كان النعيم يسكنون في الغالب في المدن أو في المجتمعات الرعوية، على الرغم من أن الخواطر من آلبو خريبان كانوا بدوًا، يتجولون في دار تتكون من سهل جيري ومنطقة حفيت مع 800 جمل و1500 رأس من الأغنام والماعز وحوالي 100 رأس من الماشية.
غالبًا ما امتد التنافس على الرعي والموارد الأخرى إلى صراع بين القبائل، وكان النعيم ينخرطون في نزاعات وحروب مفتوحة مع قبائل أخرى، بما في ذلك بني كعب وبني قتب وآلبو فلاسة. ومع ذلك، حافظ آلبو شامس على علاقات طيبة عمومًا مع القبائل الأخرى، وخاصةً الدروع وبني قتب. ومع استمرار تراجع النعيم، حافظ آلبو شامس على هوية شبه منفصلة تمامًا، وفي الواقع، كان زعيم آلبو شامس في الحيرة - الشيخ عبدالرحمن بن محمد الشامسي - في كثير من الأحيان على خلاف شديد، إن لم يكن في حرب، مع حاكم عجمان.

### النسب
تُنسب الأسرة إلى النعيمان بن عمرو بن رفاعة بن الحارث بن سواد بن مالك بن غنم بن مالك بن النجار بن ثعلبة بن عمرو بن الخزرج بن حارثة بن ثعلبة بن عمرو بن عامر بن حارثة بن ثعلبة بن مازن بن الأزد بن الغوث بن نبت بن مالك بن زيد بن كهلان بن سبأ بن يشجب بن يعرب بن قحطان.
وتذكر روايات أخرى أن نسبهم يعود إلى نعيم بن أحمد بن إسماعيل بن علي بن يحيى بن نابت بن علي بن أحمد بن علي بن رفاعة بن علي بن محمد بن الحسن بن الحسين بن أحمد بن موسى بن إبراهيم بن موسى بن جعفر بن محمد بن علي بن الحسين بن علي بن أبي طالب بن عبدالمطلب بن هاشم بن عبدمناف بن قصي بن كلاب بن مرة بن كعب بن لؤي بن غالب بن فهر بن مالك بن النضر بن كنانة بن خزيمة بن مدركة بن إلياس بن مضر بن نزار بن معد بن عدنان.

## مصفوت

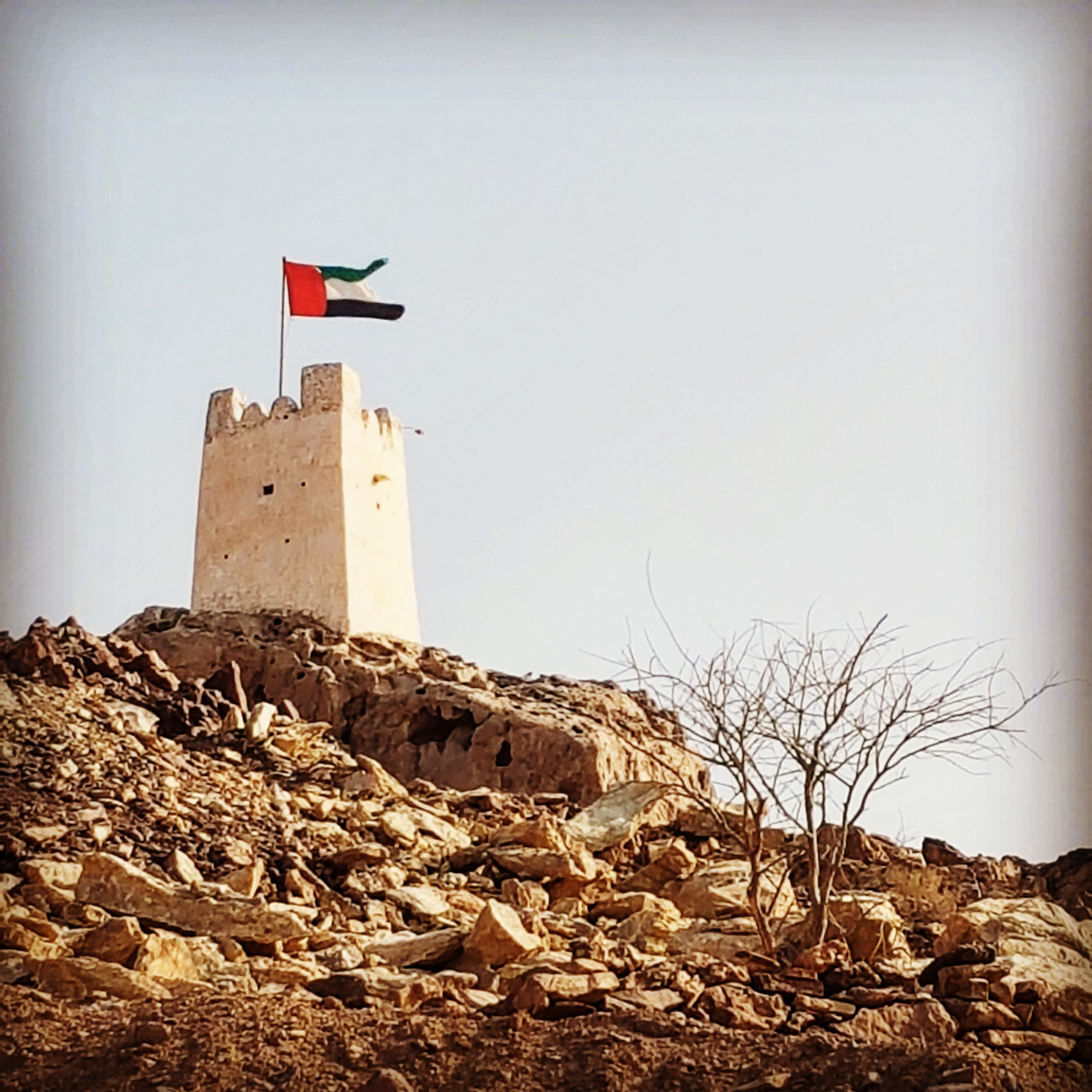
حصن مصفوت

كانت مصفوت، وهي قرية جبلية في وادي حتا، موطنًا للنعيم منذ زمن طويل. في عام 1905، وجدوا أنفسهم تحت التهديد عندما بنى بنو قتب حصنًا في الوادي وبدأوا بمضايقة القوافل المارة عبر الممر إلى ساحل الباطنة العماني. بالاستعانة بزايد بن خليفة آل نهيان حاكم أبوظبي، وعقب اجتماع لشيوخ الساحل المتصالح في دبي في أبريل من ذلك العام، حصلوا على دعم زايد (ضد شيخ أم القيوين الشاب والطموح، راشد بن أحمد المعلا، الذي كان مؤيدًا لبني قتب)، واحتفظوا بمصفوت. كان نعيم مصفوت في صراع شبه دائم مع سكان الحجرين، التي أصبحت فيما بعد تابعة لدبي - المعروفة اليوم بحتا. ومع ذلك، اعتبروا أنفسهم مستقلين عن حكام عجمان.
في عام 1948، استولى الشيخ راشد بن حميد النعيمي الثالث حاكم عجمان على مصفوت من شيخها النعيمي، صقر بن سلطان آل حمود، عندما عجز صقر عن حشد قوة لمواجهته. ومنذ ذلك الحين، أصبحت مصفوت جزءًا من إمارة عجمان، وإن كانت منطقة معزولة.
تلت ذلك فترة من عدم اليقين، حيث حاول شيوخ المنطقة التنافس على النفوذ لتوقيع امتيازات نفطية، حيث دفع السلطان في مسقط والسعوديون الجزية للنعيم في البريمي ولقبائل محلية أخرى في المنطقة مقابل ولاءٍ غالبًا ما كان قصير الأمد. أدى هذا النشاط بين الحكام والقبائل في النهاية إلى نزاع البريمي.
في مطلع القرن التاسع عشر، كان النعيم القوة المهيمنة في المنطقة الواقعة غرب جبال الحجر، حيث بلغ عددهم حوالي 13000 فرد، وكانوا قادرين على حشد ما لا يقل عن 2000 مقاتل. بحلول أربعينيات القرن العشرين، انخفض عدد أفراد النعيم إلى ما بين 300 و400 بندقية فقط، وانقسمت القبيلة إلى فصائل.

### البحرين
كان النعيم من ضمن أحد القبائل البدوية العديدة التي انتقلت إلى البحرين عام 1783 بعد أن استولى آل خليفة على الجزيرة.

### قطر
وُصف النعيم بأنهم من ضمن أقوى القبائل في قطر في تقرير صادر عن الحكومة البريطانية عام 1890. وفي كتاب ج. ج. لوريمر "دليل الخليج العربي" الصادر عام 1904، وصف النعيم بأنهم "قبيلة بدوية كانت ترعى ماشيتها في المراعي المحيطة بالزبارة عام 1873". وذكر أن 60 أو 70 من فرع القبيلة في قطر كانت تربطهم صلة وراثية بأمير البحرين. في عام 1937، نشب نزاع على الزبارة بين البحرين وقطر. انقسمت قبيلة النعيم في قطر إلى فرعين: فرع الرمزان، الذي أيد أمير قطر عبد الله بن جاسم آل ثاني، وفرع رئيسي، آل جبر، الذي بايع حاكم البحرين. في يوليو 1937، أبلغ الشيخ عبدالله آل ثاني الوكالة البريطانية أنه سيتخذ إجراءات ضد النعيم المقيمين في الثقب بسبب انتهاكهم المزعوم لقوانين البلاد. من جانبهم، ادعى زعيم النعيم أن عبد الله آل ثاني "سرق مواشيهم" وأضرم النار في منازل وقرى النعيم قبل صدور مرسومه وبعده.
بلغت الأعمال العدائية ذروتها عندما واجهت قوة مسلحة أرسلها عبد الله آل ثاني، يبلغ تعدادها المئات، حوالي 60 مسلحًا من النعيم كانوا يتحصنون داخل حصن الثقب. ووفقًا لراشد بن محمد، استسلم هو وجنوده عند مواجهتهم للموالين القطريين، لكن أربعة من رجاله قُتلوا على أي حال. واصلت قوات عبد الله آل ثاني الاستيلاء على الحصن واحتلال قرى الثقب، وفريحه، والعريش، والخوير، التي كان سكانها من أنصار النعيم. بعد أن أقرّ النعيم بالهزيمة، صادر عبدالله آل ثاني معظم أسلحتهم، بما في ذلك 40 بندقية من أهالي الثقب، وبعض مواشيهم. ونتيجة لهذا الصراع، ذهب نحو ألف عضو من قبيلة النعيم إلى المنفى في البحرين، وعاد بعضهم بعد الحرب العالمية الثانية.

## قائمة الحكام
فيما يلي قائمة حكام إمارة عجمان في دولة الإمارات من أسرة القرطاسي الخريباني النعيمي:
| #  | اسم الحاكم                                            | بداية الحكم   | نهاية الحكم   | ملاحظات                            |
| -- | ----------------------------------------------------- | ------------- | ------------- | ---------------------------------- |
| 1  | الشيخ راشد الأول بن حميد النعيمي                      | 1816          | 1838          |                                    |
| 2  | الشيخ حميد الأول بن راشد بن حميد النعيمي (فترة أولى)  | 1838          | 1841          | عزل على يد أخيه عبد العزيز بن راشد |
| 3  | الشيخ عبد العزيز بن راشد بن حميد النعيمي              | 1841          | 1848          | قتل                                |
| 4  | الشيخ حميد الأول بن راشد بن حميد النعيمي (فترة ثانية) | 1848          | 1864          | قتل                                |
| 5  | الشيخ راشد الثاني بن حميد النعيمي                     | 1864          | 1891          |                                    |
| 6  | الشيخ حميد الثاني بن راشد النعيمي                     | 1891          | 1900          |                                    |
| 7  | الشيخ عبد العزيز بن حميد بن راشد النعيمي              | 1900          | 1910          |                                    |
| 8  | الشيخ حميد بن عبد العزيز النعيمي                      | 1910          | 1928          | تنازل عن الحكم لابنه راشد بن حميد  |
| 9  | الشيخ راشد الثالث بن حميد النعيمي                     | 1928          | 6 سبتمبر 1981 | من الآباء المؤسسين للإتحاد         |
| 10 | الشيخ حميد الثالث بن راشد النعيمي                     | 6 سبتمبر 1981 | حتى الآن      |                                    |

تأسست إمارة عجمان عندما استولى الشيخ راشد بن حميد الخريباني النعيمي وخمسون من أتباعه على مستوطنة عجمان الساحلية من حاكمها الشامسي النعيمي في صراع قصير. إلا أن حصن عجمان لم يسقط في أيدي أتباع راشد إلا عامي 1816 و1817، وأيد حكمه الشيخ سلطان بن صقر القاسمي، شيخ الشارقة ورأس الخيمة المجاورتين، صاحب النفوذ.

## أشخاص بارزون
- علي بن إبراهيم النعيمي — وزير البترول والثروة المعدنية السعودي السابق ورئيس مجلس أمناء جامعة الملك عبد الله للعلوم والتقنية.
- محمد خالد النعيمي — لاعب كرة قدم قطري وطالب مدرسة الدهماء
- راشد عبدالله النعيمي — سياسي إماراتي، شغل منصب وزير خارجية دولة الإمارات
- راشد بن حميد النعيمي — رئيس دائرة البلدية والتخطيط في عجمان ورئيس اتحاد الإمارات لكرة القدم، هو الابن الأصغر لصاحب السمو الشيخ حميد بن راشد النعيمي عضو المجلس الأعلى حاكم إمارة عجمان.
- عبدالله النعيمي — بحريني كان معتقل سابقا في خارج نطاق القضاء في معسكرات اعتقال الولايات المتحدة في معتقل جوانتانامو في كوبا.
- عبدالله بلحيف النعيمي — مهندس وسياسي وشاعر إماراتي، شغل منصب وزير تطوير البنية التحتية، ثم منصب وزير التغير المناخي والبيئة
- علي ماجد النعيمي — سياسي ومحامي بحريني، عضو في مجلس النواب عن الدائرة الساب المحافظة الجنوبية
- عيسى عبدالله النعيمي — دبلوماسي إماراتي ويتولى حالياً مهامه كأول سفير مقيم للإمارات العربية المتحدة لدى جورجيا
- منصور غميل النعيمي — لاعب كرة قدم عماني يجيد اللعب في مركز الوسط لنادي النهضة
- مباركة النعيمي — لاعبة تنس قطرية، وهي عضو في الاتحاد القطري للتنس
- خالد النعيمي — ممثل إماراتي كانت بدايته من خلال مسرح العين
- هدى محمد النعيمي — كاتبة وناقدة وأكاديمية قطرية
- علي سند النعيمي — لاعب كرة قدم قطري
- عبدالرحمن محمد النعيمي — سياسي ومناضل بحريني، حائز على بكالوريوس هندسة ميكانيكية من الجامعة الأميركية في بيروت.
- رمزان عبدالله النعيمي — قانوني بحريني، ووزير شؤون الإعلام في مملكة البحرين
- مشعل النعيمي - متسابق دراجات نارية قطري، بطل قطر خمس سنوات متتاليه